# Chó chăn cừu lông dài
Chó chăn cừu lông dài (tiếng Anh: German Longhaired Pointer hoặc GLP, tiếng Đức: Deutsch Langhaar) là một giống chó bắt nguồn từ Đức,được nuôi như một con chó săn. Nó có mối quan hệ chặt chẽ với những giống chó khác như Chó săn lông ngắn Đức (GSP), German Wirehaired Pointer (GWP) và Large Münsterländer.

## Mô tả

### Ngoại hình
Chó chăn cừu lông dài khá cơ bắp, thanh lịch và thể thao. Nó không nên cồng kềnh hoặc rườm rà, và nó có thể di chuyển với tốc độ cao. Nó có xương vừa phải, nhưng có thể chất, nó không bao giờ tỏ ra yếu đuối hoặc yếu đuối. Cũng như tất cả các giống chỉ điểm Đức khác, chân của chúng có màng.

#### Bộ lông và màu
Bộ lông có chiều dài trung bình, dài khoảng 3 đến 5 cm phủ khắp cơ thể, với phần lông dài hơn một chút. Bộ lông hơi lượn sóng, nhưng không được quăn. Cũng không phải là mượt hoặc mềm, nhưng khá vững vàng và sáng bóng. Nó luôn luôn có hai lớp lông. Bộ lông khá dày đặc, nhưng không quá nhiều. Màu sắc là màu nâu đặc với màu trắng ở trên ngực, bàn chân, và xuống phía trên của mõm, hoặc rán nâu sẫm, với các mảng màu nâu đặc, lớn, đặc biệt là trên đầu, tai, lưng và phần đuôi.

#### Kích thước
Chó chăn cừu lông dài có chiều cao khoảng 60–70 cm ở con đực còn con cái là 58–66 cm. Chúng nặng khoảng 30 kg

#### Tập tính
Chó chăn cừu lông dài là một loại giống nhẹ nhàng, thân thiện và thông minh. Nó rất trìu mến, và có thể lo lắng khi bị tách biệt. Nó là vật nuôi tốt khi được huấn luyện đúng cách, và không thích nghi tốt với môi trường ít vận động. Chó chăn cừu lông dài là một vật nuôi tuyệt vời trong gia đình, vì nó thích chơi với trẻ em. Nó rất hòa đồng với những con chó khác.

## Chăm sóc
Chó chăn cừu lông dài rất dễ huấn luyện và thích lao động. Bởi vì điều này, nó cần tập thể dục hàng ngày. Nó không thích hợp cho cuộc sống đô thị, vì nó phát triển mạnh khi có rất nhiều phòng để chạy và bơi. Địa điểm lý tưởng của nó sẽ ở trong khu vực nông thôn, với chủ của nó. Chó chăn cừu lông dài cần chải chuốt khoảng một hoặc hai lần một tuần. Chúng có tính thông minh cao, rất dễ huấn luyện, và thể thao, làm cho chúng phù hợp với nhiều môn thể thao chó, đặc biệt là thử nghiệm thực địa, vâng lời và nhanh nhẹn.

## Sức khỏe
Không có bất kỳ rối loạn di truyền nào phổ biến trong giống chó này. Tai của nó dễ bị nhiễm trùng, một vấn đề dễ dàng tránh được bằng cách làm sạch tai chó một cách thường xuyên, cũng như sau khi bơi. Tuổi thọ của giống chó này là trên 10 năm

## Lịch sử

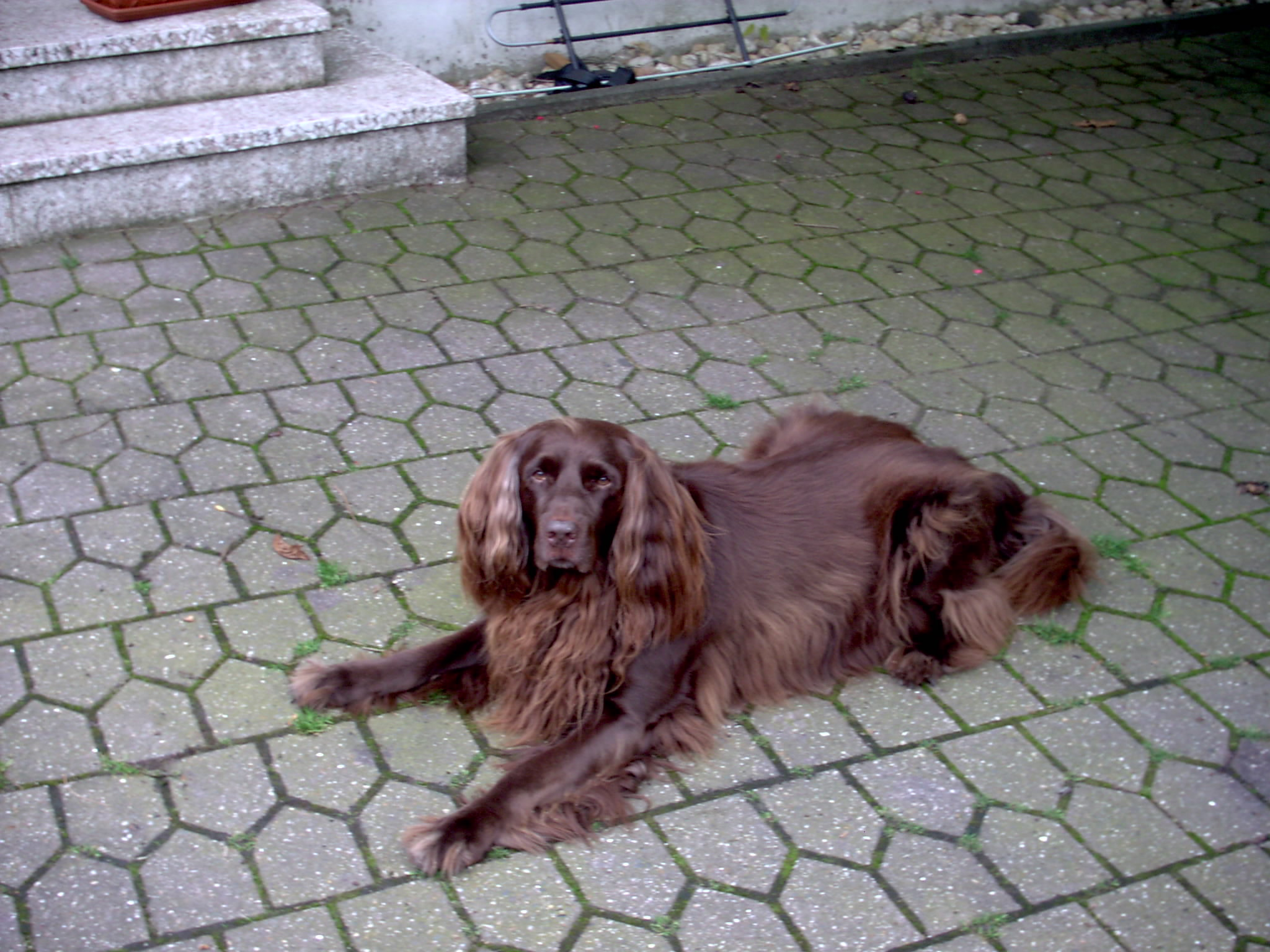
Chó chăn cừu lông dài

Chó chăn cừu lông dài được nuôi ở Đức để chỉ điểm. Nó ban đầu là giống chó chậm chạp nhưng sau đó được lai tạo với những giống chó săn và Chó Pointer để cải thiện tốc độ.Nó lần đầu tiên được thể hiện vào năm 1878 tại Frankfurt, vào thời điểm mà tiêu chuẩn giống đầu tiên được ghi nhận. Sau đó, các nhà lai tạo đã bắt đầu tập trung nỗ lực của họ vào việc sản xuất những con chó hoạt động tốt như nhau trong mọi lĩnh vực
Giống như hầu hết các giống chỉ điểm, giống này là hậu duệ của chó Spaniel. Một trong những "giống linh hoạt nhất" lâu đời nhất, nhưng nó là một trong số ít loài không cho phép màu đen như một màu. Giống Large Münsterländer được nhân giống từ chó chăn cừu lông dài, đã trở thành tổ tiên Large Münsterländer.
Chó chăn cừu lông dài này bây giờ là một con chó lĩnh vực đa năng kết hợp: chỉ điểm, tha mồi (bao gồm cả lội nước), chó săn và quan sát
Chó chăn cừu lông dài đã được ghi nhận trong Foundation Stock Service từ tháng 5 năm 2010; và có hiệu lực từ ngày 1 tháng 7 năm 2011 giống được chấp thuận để cạnh tranh trong các AKC Performance Events.

## Website chính thức
- Chó chăn cừu lông dài at DMOZ Lưu trữ ngày 4 tháng 3 năm 2016 tại Wayback Machine
- Câu lạc bộ Chó chăn cừu lông dài
- "German Shorthaired Pointer" (Video). Dogs 101 Season 2. Animal Planet. ngày 4 tháng 8 năm 2013 – qua YouTube.
- "German Wirehaired Pointer" (Video). Dogs 101 Season 4. Animal Planet. ngày 12 tháng 10 năm 2011 – qua YouTube.